# Biserica de lemn din Izbășești

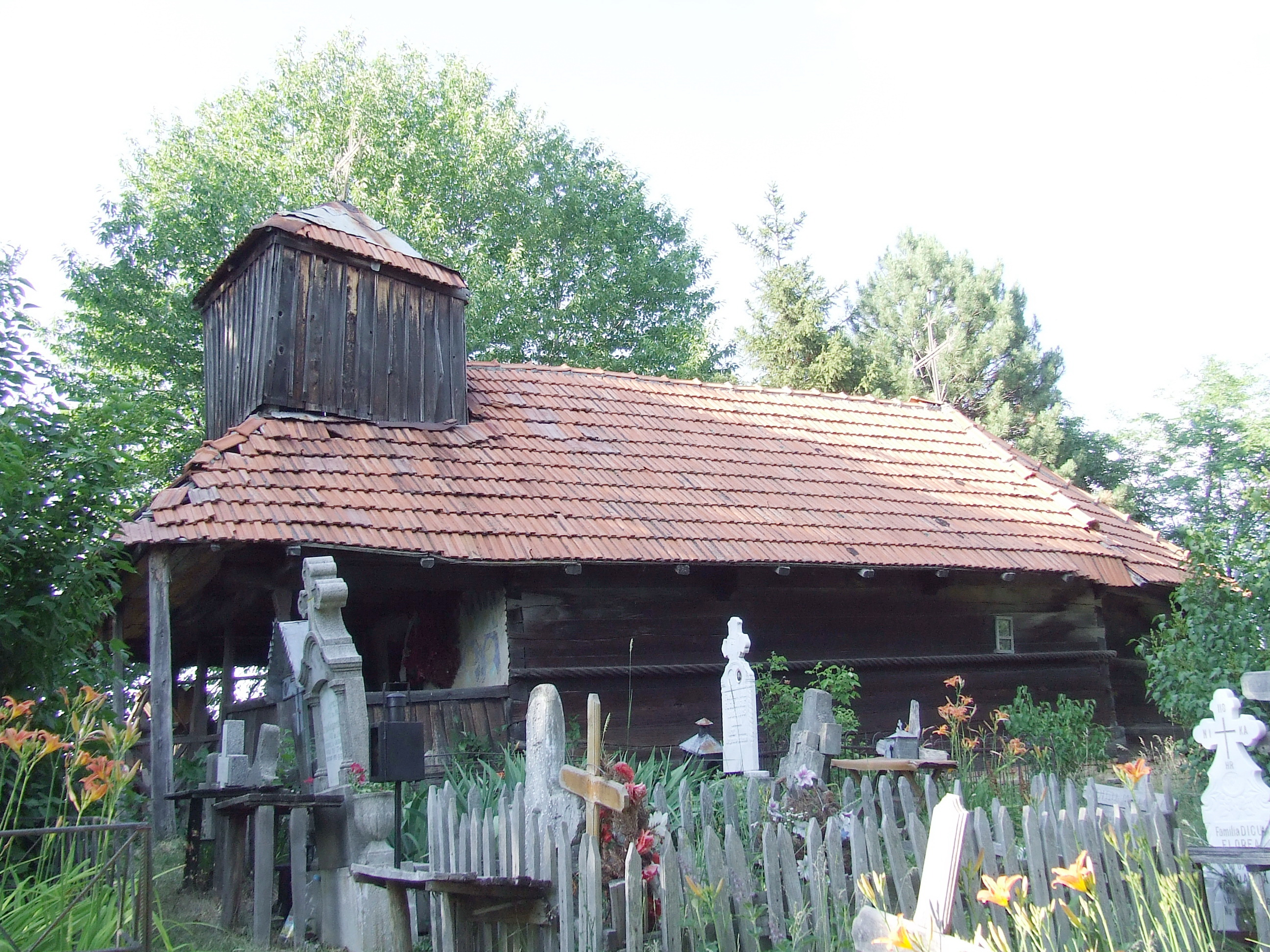
Biserica de lemn din Izbăşeşti, foto: 2009

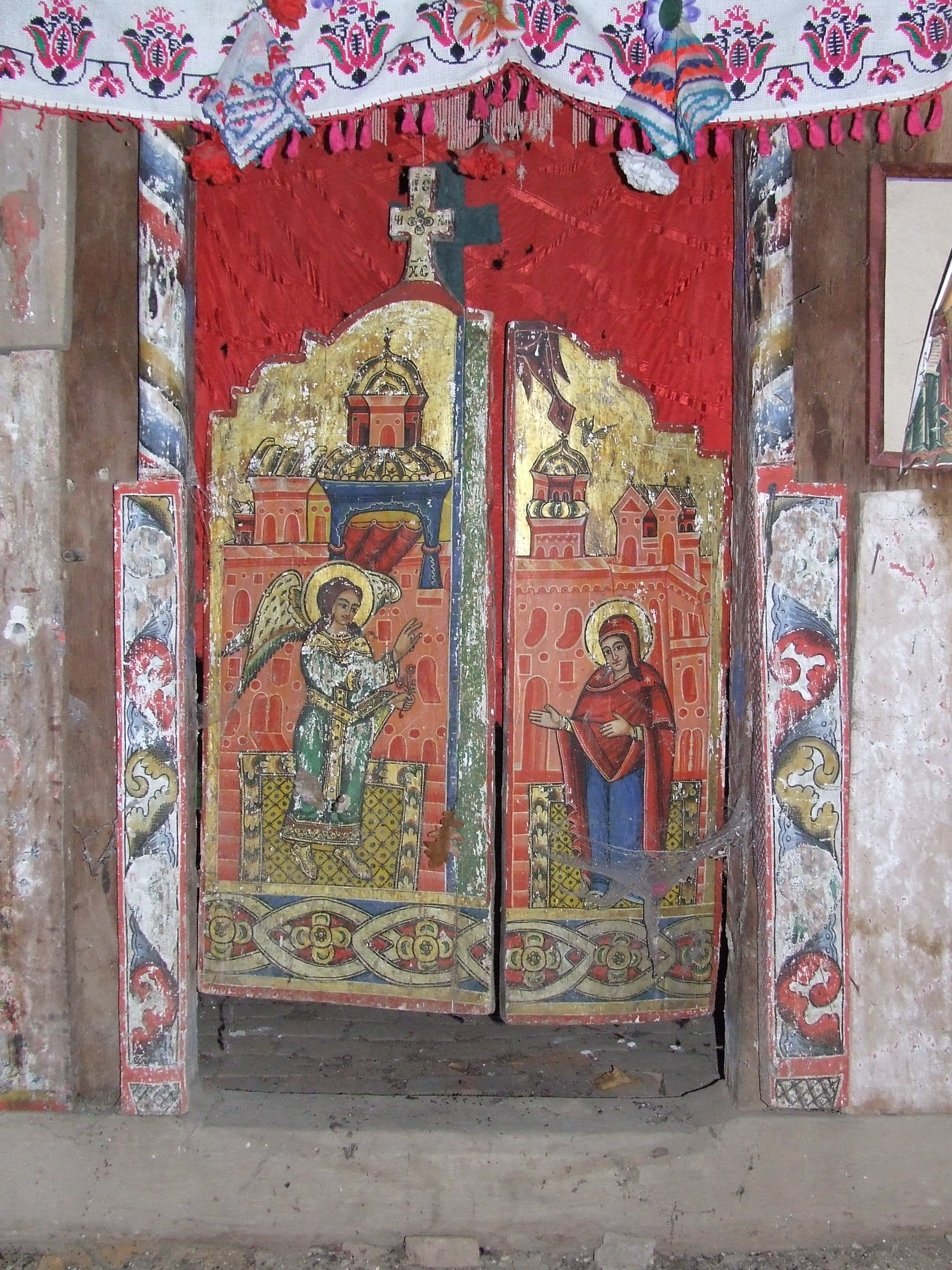
Ușile împărătești. Foto: 2009

Biserica de lemn din Izbășești este un monument istoric (cod LMI VL-II-m-B-09793) din județul Vâlcea.

## Istoric
Biserica de lemn „Adormirea Maicii Domnului”, de rit ortodox, din satul Izbășești, județul Vâlcea a fost construită în sec. XVIII.

În prezent Parohia Izbășești ține de Episcopia Râmnicului, Mitropolia Olteniei.